# Jiangling Landwind
El Landwind (chino: 陆风汽车) es una marca de vehículos utilitarios deportivos fabricados por Jiangling Motors.

## Products
La gama de productos de Landwind contaba con los siguientes modelos:
- Landwind X2 (2017–2021) – CUV
- Landwind X5 (2013–2021) – CUV[2][3]
- Landwind X8 (2009–2021) – SUV
- Landwind Xiaoyao (2018–2021) – Compact CUV[4]
- Landwind Rongyao (2019–2021)
- Landwind X6 (2005-2016) – SUV
- Landwind X7 (2015–2019) – CUV[5]
- Landwind X9 (2001-2009) – SUV
- Landwind CV9 (2005-2011) – Compact MPV[6]
- Landwind Forward (2006-2011) – Sedan

Landwind products in development included a large SUV codenamed E32 planned to be positioned above the Landwind X5 and originally intended for launch in China in 2014.

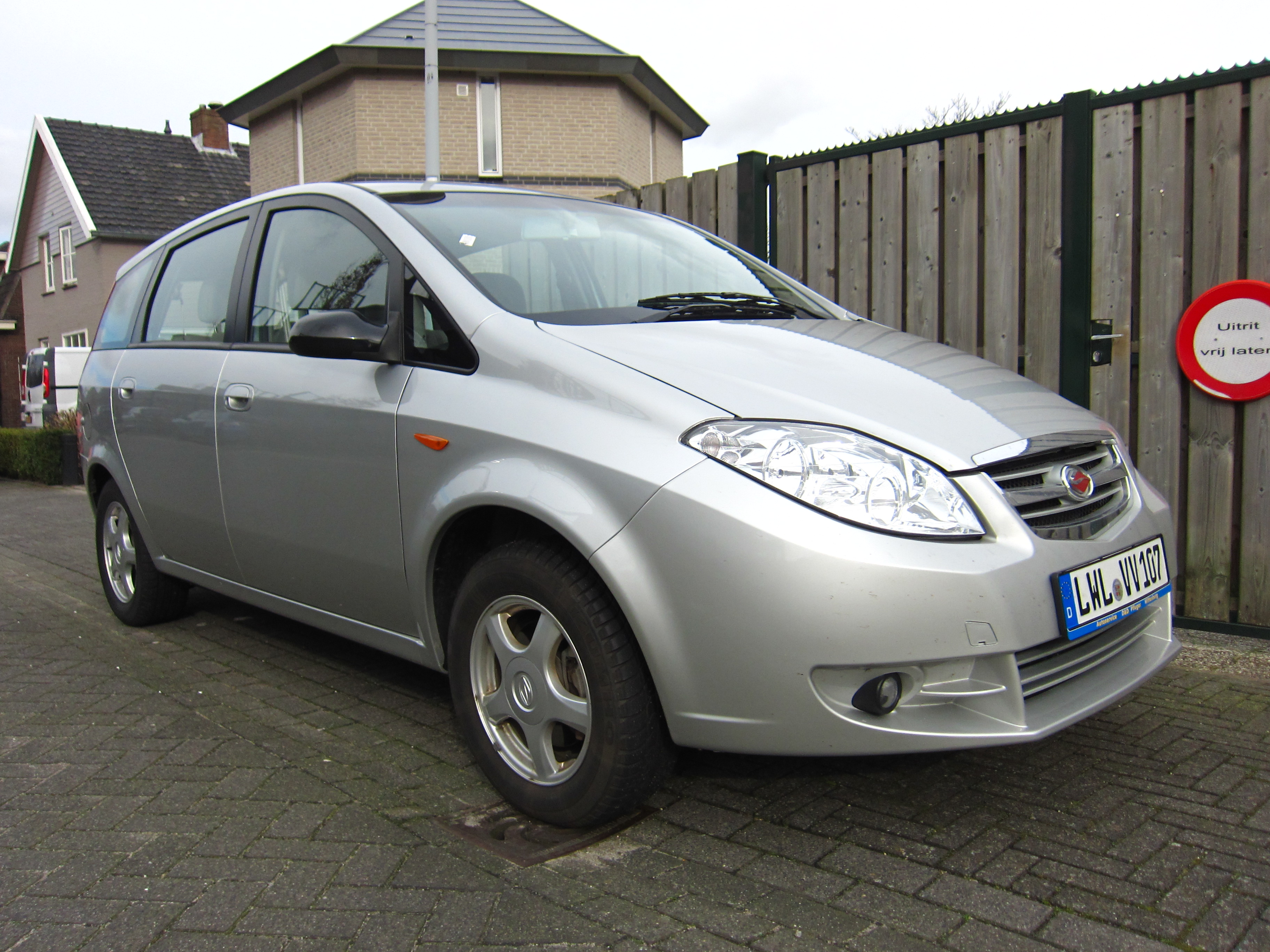
Landwind CV9
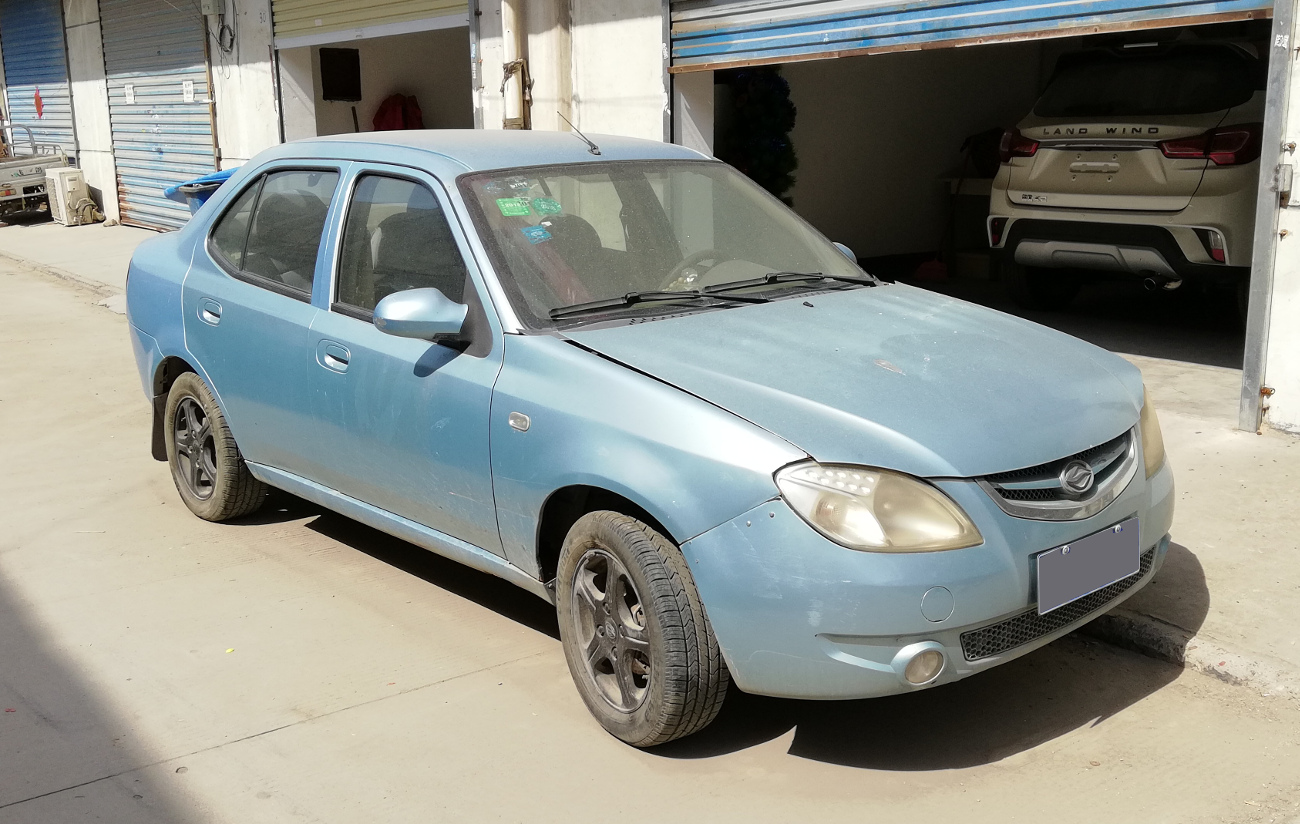
Landwind Forward
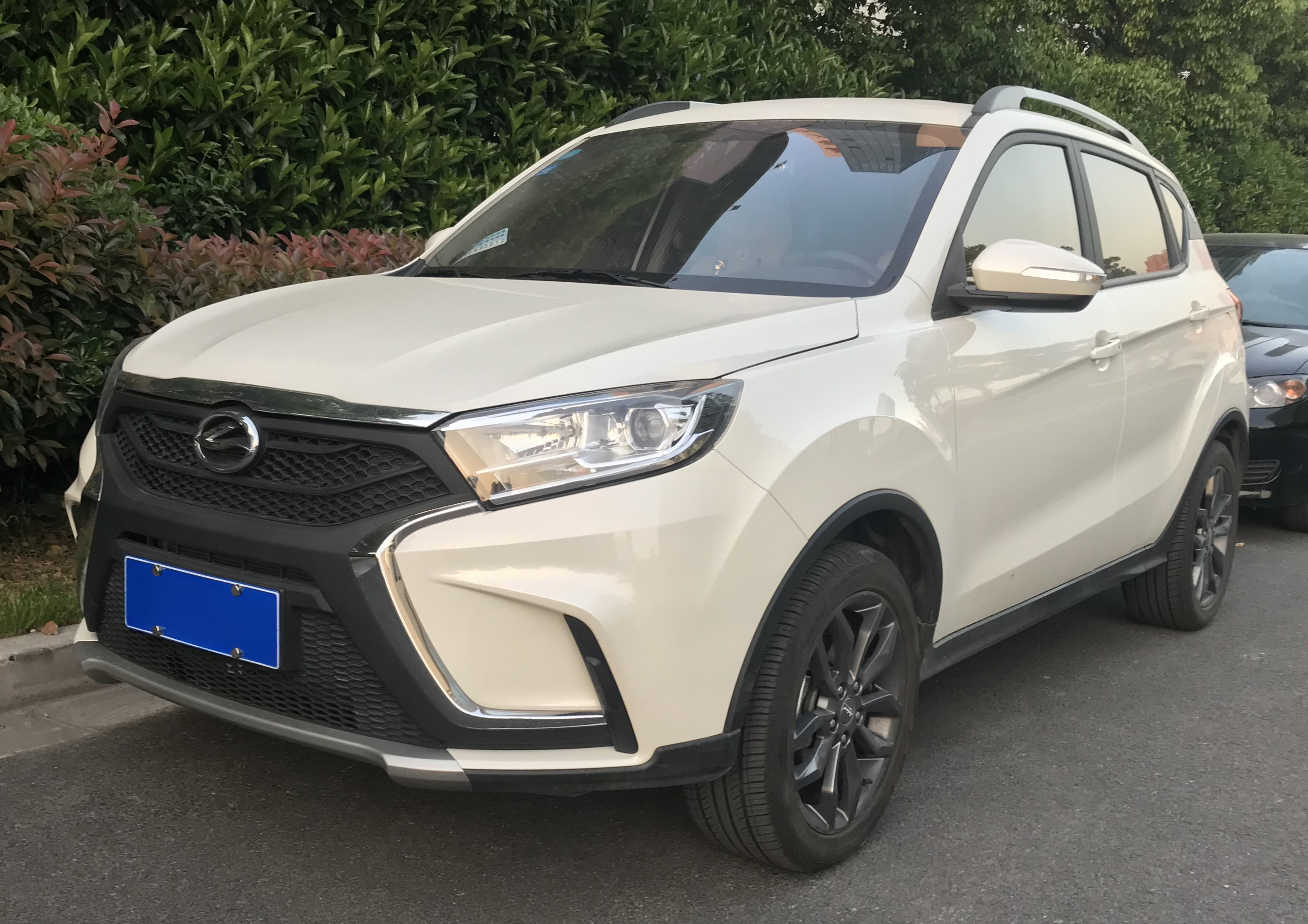
Landwind X2
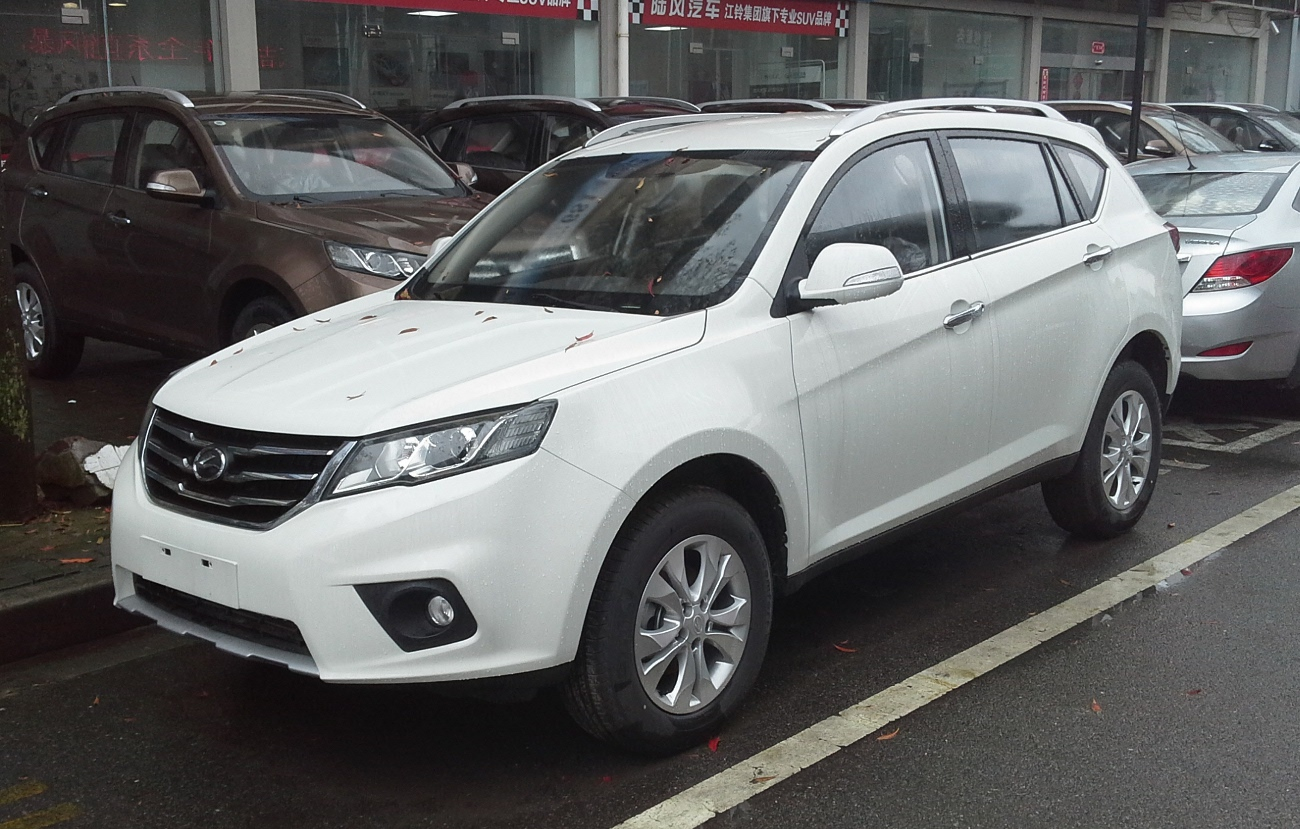
Landwind X5
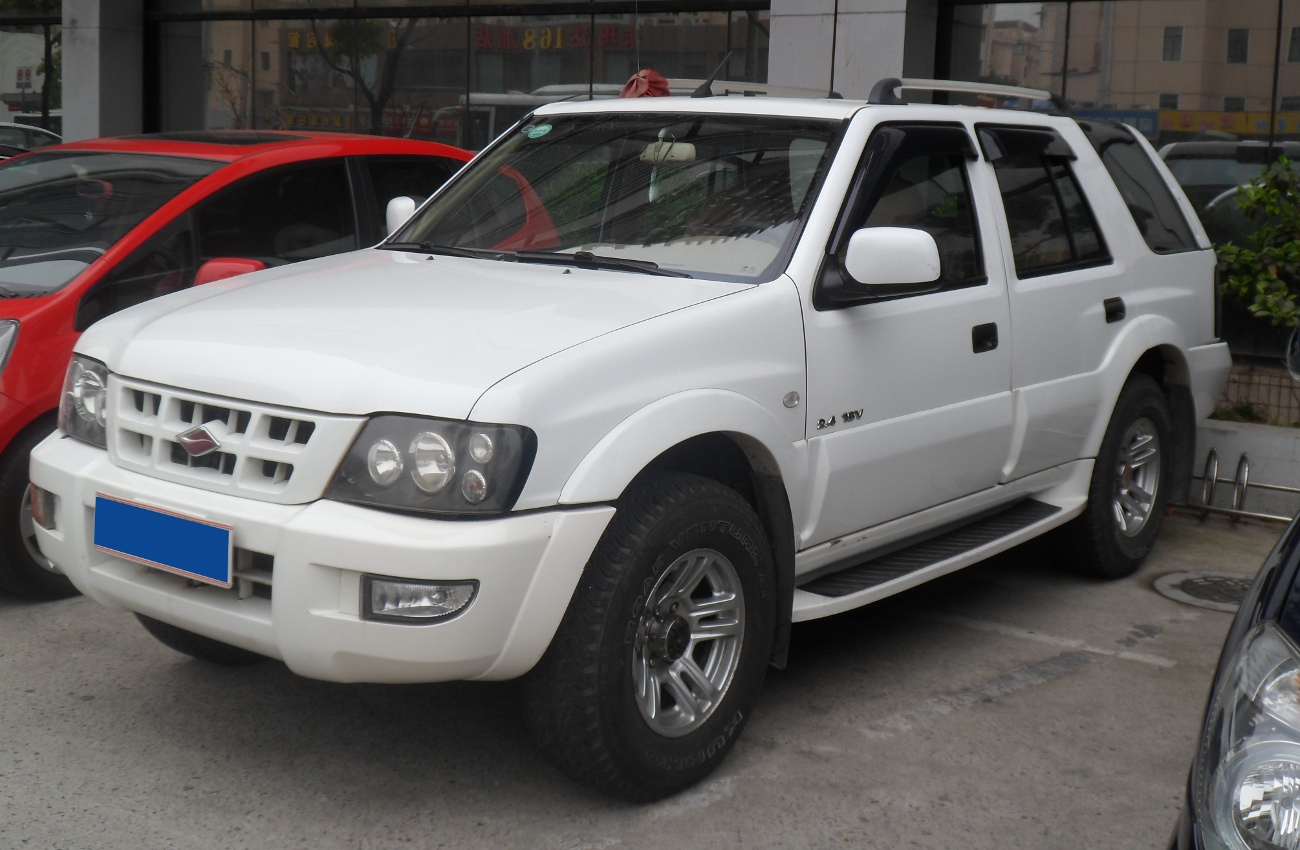
Landwind X6
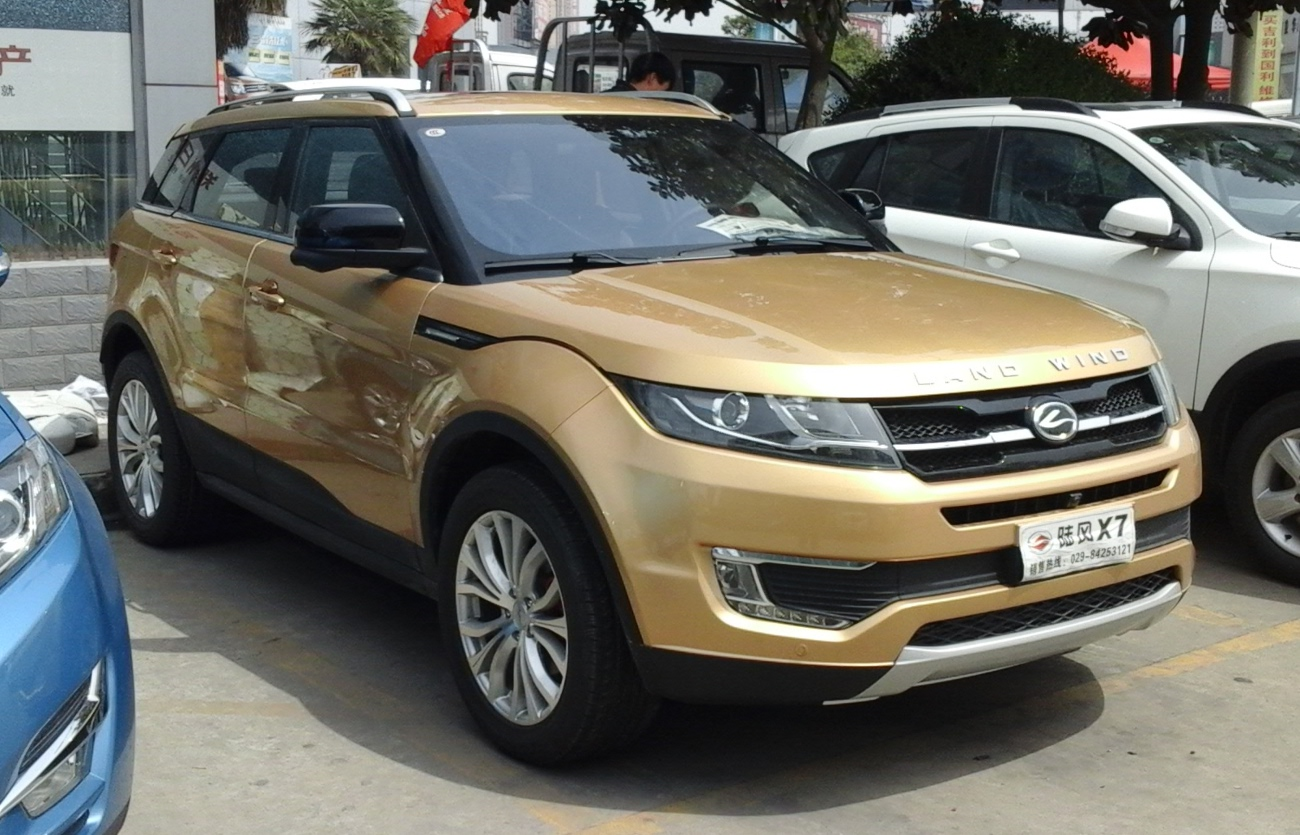
Landwind X7
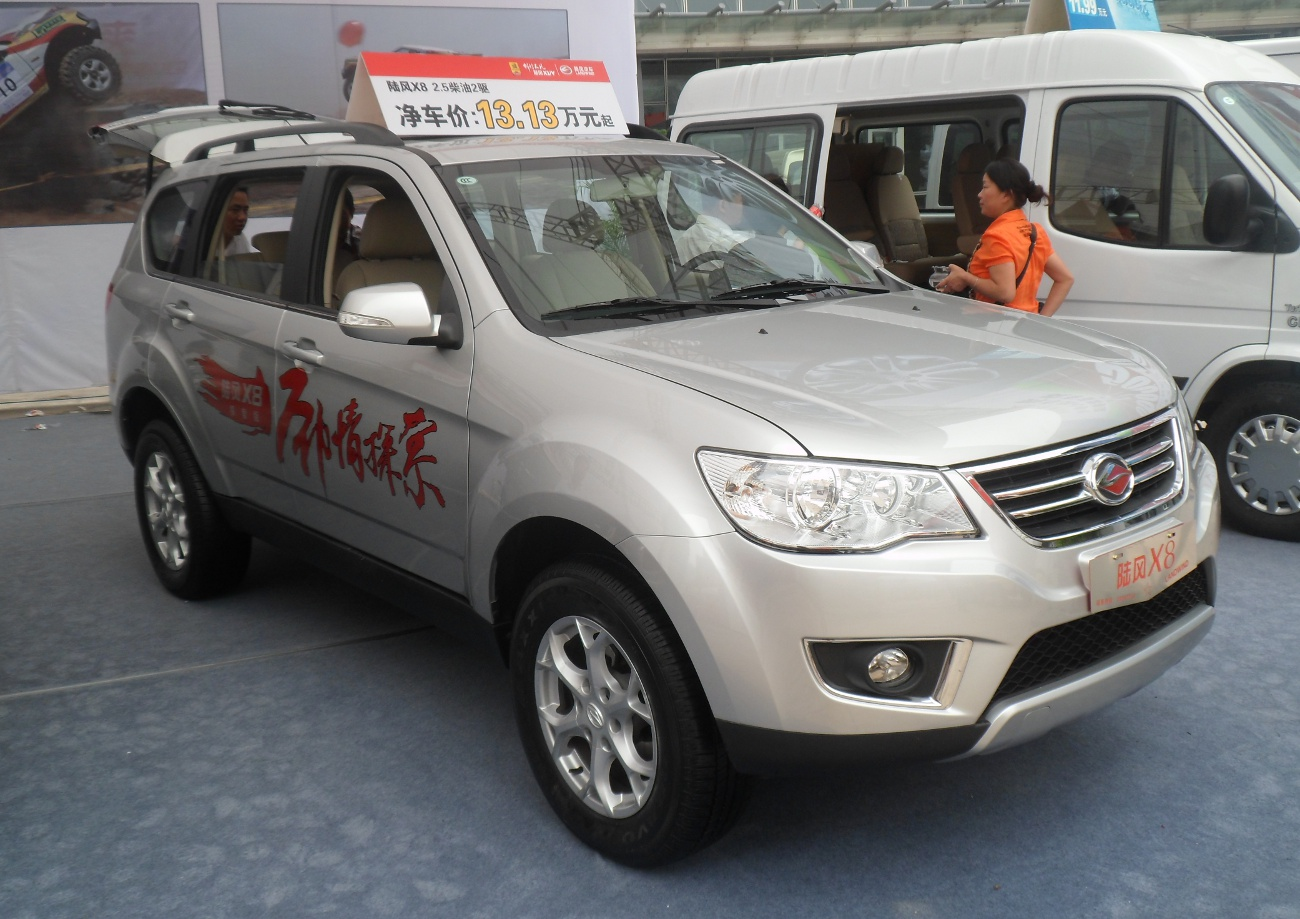
Landwind X8
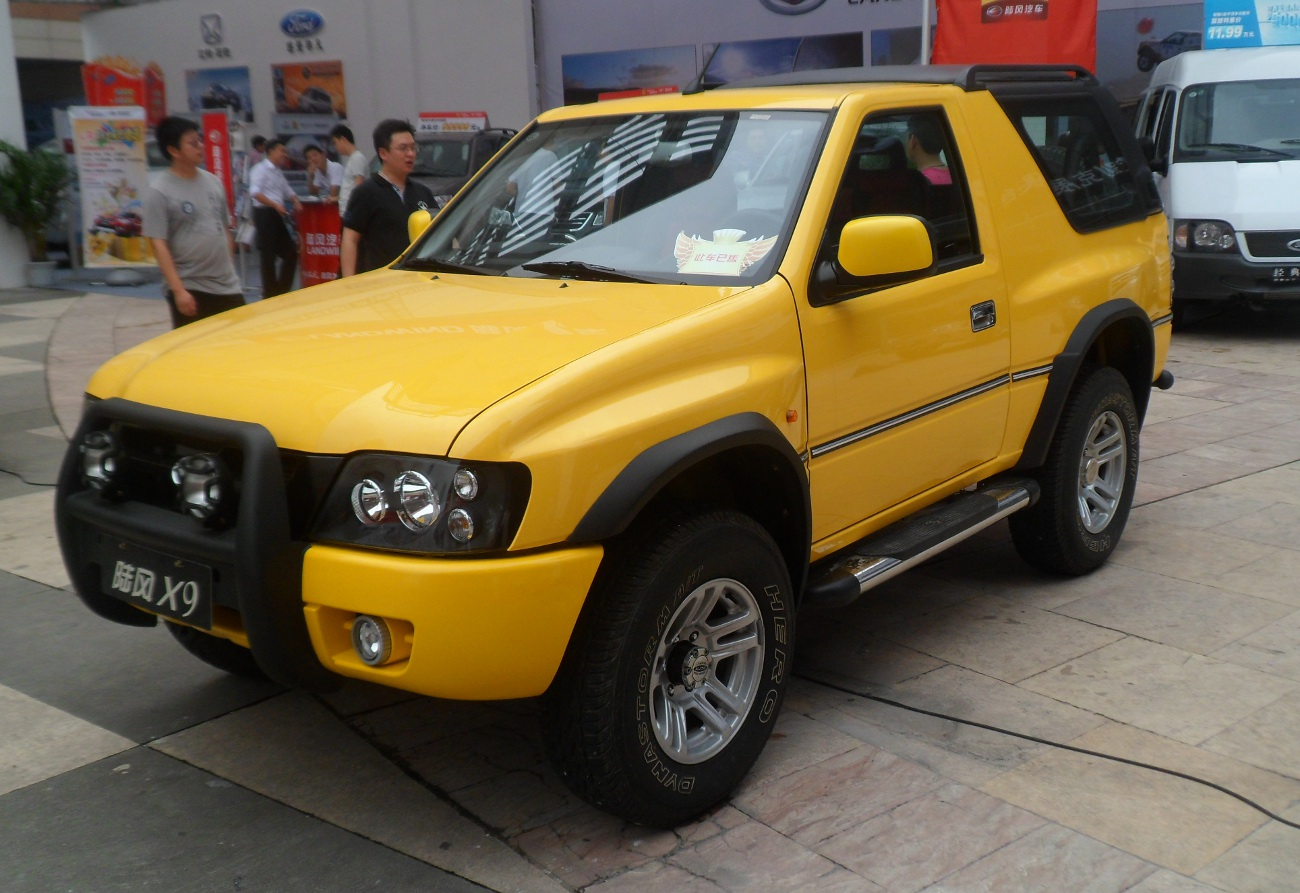
Landwind X9
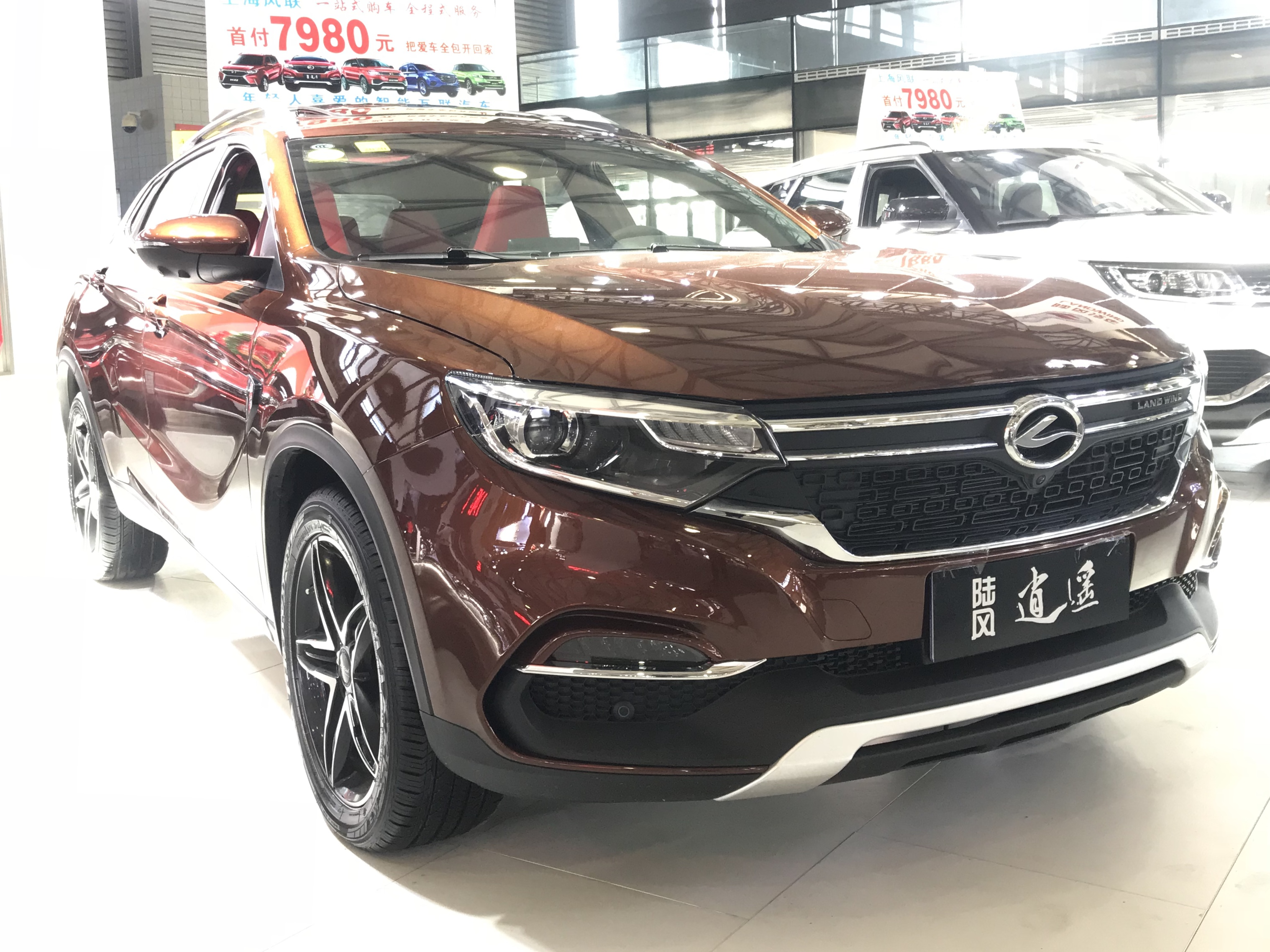
Landwind Xiaoyao
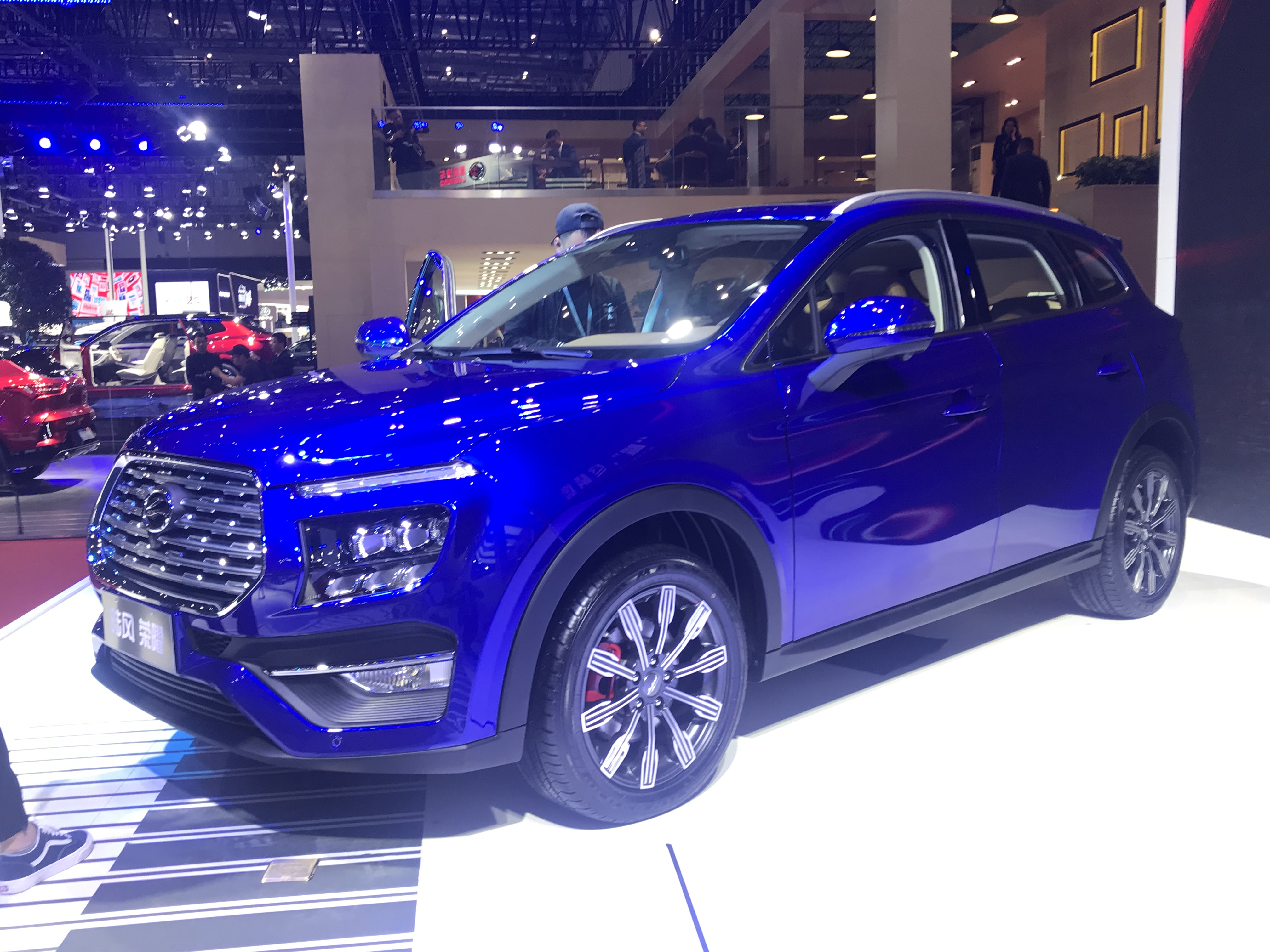
Landwind Rongyao